# لاي منغ
لاي منغ هي ممثلة ماليزية، ولدت في 1928 في Benut ‏ في ماليزيا، وتوفيت في 6 مايو 2018 في كوالالمبور في ماليزيا.

## وصلات خارجية
- لاي منغ على موقع IMDb (الإنجليزية)